# John Calvin Batchelor
Pour les articles homonymes, voir John Batchelor et Batchelor.
John Calvin Batchelor (né le 29 avril 1948) est un auteur américain qui a animé pendant cinq ans le John Batchelor Show. Hébergée pendant cinq ans par la radio WABC (AM) à New York, du début 2001 à septembre 2006, cette émission a été diffusée à une échelle nationale sur le réseau radio ABC. Le 7 octobre 2007, John Calvin Batchelor est revenu à la radio chaque semaine sur WABC, puis à d’autres grandes stations du marché. Au 30 novembre 2009, il animait à nouveau sur WABC, de 21 heures à 1 heure du matin (heure de l’Est) une émission nocturne entendue dans de nombreux grands marchés du pays, maintenant sur le réseau Westwood One.
Pendant un certain temps, l’émission a été diffusée sept soirs par semaine, avec des séquences préenregistrées le week-end. Plus récemment, elle a été diffusée du lundi au vendredi sur WABC et sur de nombreux réseaux affiliés à Westwood One. John Batchelor parle de son émission comme d’un « magazine d’information » puisqu’il ne prend pas d’appels téléphoniques des auditeurs mais réalise toute une série d’entrevues avec des invités et des journalistes. 